# Adal

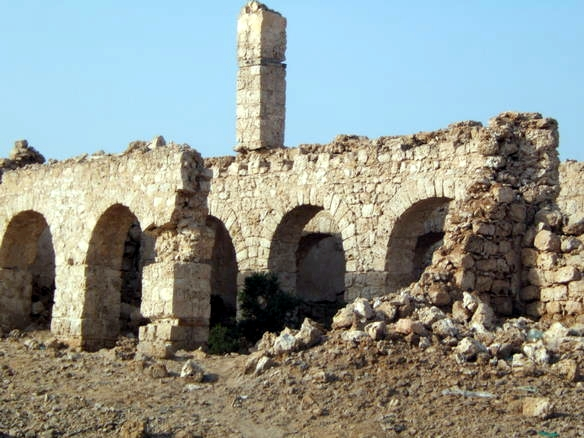
Adal sultanat

Adal var ett muslimskt sultanat på Afrikas horn under medeltiden från cirka 1415 till 1577. Dess territorier sträckte sig från Adenvikens västra kustområde till Eritreas sydkust längs Röda havet samt fram till staden Harar i inlandet under dess glansdagar. Adal var ständigt i strid med det kristna grannlandet Abessinien. Dess befolkning bestod av en blandning av somaliska klaner och afarfolket.
När den siste sultanen i Ifatsultanatet blev dödad av abessinierna 1410 i dess huvudstad Zeila flydde hans barn till Jemen men återkom några år senare. De flyttade Adals huvudstad längre inåt land till staden Dakkar där ett nytt sultanat bildades.
På 1500-talet flyttades huvudstaden till Harar där man organiserade en stor armé för att invadera det kristna Abessinien och hade 1529 tagit kontroll över det etiopiska höglandet. Portugiserna sände 400 musketerare som hjälp till Abessinien 1541 medan Adal som svar erhöll 900 från Osmanska riket. Abessinien återtog efter hand tidigare förlorade områden. När Adal kollapsade 1577 flyttades sultanatets styre till Aussa i regionen Afar och ett nytt sultanat uppstod.